# Championnat d'Écosse de football 2014-2015
Navigation
Édition précédente Édition suivante
La 118e édition du championnat d'Écosse de football est la deuxième sous l'appellation Scottish Premiership. Elle oppose les douze meilleurs clubs d'Écosse en une série de trente-huit journées : les équipes s'affrontent à trois reprises de la 1re à la 33e journée, puis le championnat se scinde en deux poules pour les 5 journées restantes.
Lors de cette saison, le Celtic Football Club défend son titre face à 11 autres équipes dont deux promues du Scottish Championship.
Pour la première fois de l'histoire du championnat, la ville d’Édimbourg n'est représentée par aucune équipe.
Trois places qualificatives pour les compétitions européennes sont attribuées par le biais du championnat (1 place au deuxième tour de qualification de Ligue des Champions 2015-2016, 1 au deuxième tour de qualification de Ligue Europa 2015-2016 et 1 au premier tour de qualification). Les deux autres places européennes sont celles du vainqueur de la Scottish Cup et de la Scottish League Cup qui sont qualificatives pour la Ligue Europa. Le dernier du championnat est relégué en Scottish Championship et le onzième affronte le deuxième de Scottish Championship en barrages de promotion.

## Équipes

### Participants et localisation
| \| Aberdeen Celtic Dundee FC Dundee United Hamilton Inverness Kilmarnock Motherwell Partick Th. Ross County St. Johnstone St. Mirren \| Localisation des clubs |
| Aberdeen Celtic Dundee FC Dundee United Hamilton Inverness Kilmarnock Motherwell Partick Th. Ross County St. Johnstone St. Mirren                              |

Légende des couleurs
- Deuxième tour de qualification de la Ligue des Champions 2014-2015
- Deuxième tour de qualification de la Ligue Europa 2014-2015
- Premier tour de qualification de la Ligue Europa 2014-2015
- Promu de Scottish Championship

| Club                   | En D1 depuis | Classement 2013-2014 | Entraîneur                   | Stade              | Capacité théorique | Ville      |
| ---------------------- | ------------ | -------------------- | ---------------------------- | ------------------ | ------------------ | ---------- |
| Aberdeen FC            | 1905         | 3                    | Derek McInnes                | Pittodrie Stadium  | 21 421             | Aberdeen   |
| Celtic FC              | 1890         | 1                    | Ronny Deila                  | Celtic Park        | 60 355             | Glasgow    |
| Dundee FC              | 2014         | 1 (SC)               | Paul Hartley                 | Dens Park          | 11 850             | Dundee     |
| Dundee United FC       | 1996         | 4                    | Jackie McNamara              | Tannadice Park     | 14 229             | Dundee     |
| Hamilton Academical FC | 2014         | 2 (SC)               | Alex Neil Martin Canning     | New Douglas Park   | 6 078              | Hamilton   |
| Inverness CT FC        | 2010         | 5                    | John Hughes                  | Caledonian Stadium | 7 800              | Inverness  |
| Kilmarnock FC          | 1992         | 9                    | Allan Johnston Gary Locke    | Rugby Park         | 18 128             | Kilmarnock |
| Motherwell FC          | 1985         | 2                    | Stuart McCall Ian Baraclough | Fir Park           | 13 677             | Motherwell |
| Partick Thistle FC     | 2013         | 10                   | Alan Archibald               | Firhill Stadium    | 10 102             | Glasgow    |
| Ross County FC         | 2012         | 7                    | Derek Adams Jim McIntyre     | Victoria Park      | 6 541              | Dingwall   |
| St. Johnstone FC       | 2009         | 6                    | Tommy Wright                 | McDiarmid Park     | 10 696             | Perth      |
| St. Mirren F           | 2006         | 8                    | Tommy Craig Gary Teale       | St. Mirren Park    | 8 023              | Paisley    |

### Informations équipes
| Club                | Capitaine        | Équipementier | Sponsor                                                   |
| ------------------- | ---------------- | ------------- | --------------------------------------------------------- |
| Aberdeen            | Russell Anderson | Adidas        | Saltire Energy                                            |
| Celtic              | Scott Brown      | Nike          | Magners                                                   |
| Dundee              | Kevin Thomson    | Puma          | Hangar Records                                            |
| Dundee United       | Seán Dillon      | Nike          | Calor                                                     |
| Hamilton Academical | Martin Canning   | Nike          | M&H Logistics (domicile), Life Skills Centres (extérieur) |
| Inverness CT        | Richie Foran     | Erreà         | Subway                                                    |
| Kilmarnock          | Manuel Pascali   | Erreà         | QTS                                                       |
| Motherwell          | Keith Lasley     | Macron        | Cash Converters                                           |
| Partick Thistle     | Sean Welsh       | Joma          | macb                                                      |
| Ross County         | Richard Brittain | Diadora       | Stanley CRC Evans Offshore                                |
| St. Johnstone       | Dave Mackay      | Joma          | GS Brown Construction                                     |
| St. Mirren          | Steven Thompson  | Carbrini      | JD Sports                                                 |

## Classement
Le classement est établi sur le barème de points classique (victoire à 3 points, match nul à 1, défaite à 0).
Pour départager les égalités, on tient d'abord compte de la différence de buts générale, puis du nombre de buts marqués, puis des confrontations directes et enfin si la qualification ou la relégation est en jeu, les deux équipes jouent une rencontre d'appui sur terrain neutre.
| Rang | Équipe                | Pts | J  | G  | N  | P  | Bp | Bc | Diff |
| ---- | --------------------- | --- | -- | -- | -- | -- | -- | -- | ---- |
| 1    | Celtic FC T L         | 92  | 38 | 29 | 5  | 4  | 84 | 17 | +67  |
| 2    | Aberdeen FC           | 75  | 38 | 23 | 6  | 9  | 57 | 33 | +24  |
| 3    | Inverness CTC         | 65  | 38 | 19 | 8  | 11 | 52 | 42 | +10  |
| 4    | St Johnstone FC       | 57  | 38 | 16 | 9  | 13 | 34 | 34 | 0    |
| 5    | Dundee United         | 56  | 38 | 17 | 5  | 16 | 58 | 56 | +2   |
| 6    | Dundee FC P           | 45  | 38 | 11 | 12 | 15 | 46 | 57 | -11  |
|      |                       |     |    |    |    |    |    |    |      |
| 7    | Hamilton Academical P | 53  | 38 | 15 | 8  | 15 | 50 | 53 | -3   |
| 8    | Partick Thistle FC    | 46  | 38 | 12 | 10 | 16 | 48 | 44 | +4   |
| 9    | Ross County           | 44  | 38 | 12 | 8  | 18 | 46 | 63 | -17  |
| 10   | Kilmarnock FC         | 41  | 38 | 11 | 8  | 19 | 44 | 59 | -15  |
| 11   | Motherwell FC         | 36  | 38 | 10 | 6  | 22 | 38 | 63 | -25  |
| 12   | St. Mirren FC         | 30  | 38 | 9  | 3  | 26 | 30 | 66 | -36  |

Qualifications européennes
Ligue des champions 2015-2016
- 1er : deuxième tour de qualification

Ligue Europa 2015-2016
Relégation
Abréviations
T : Tenant du titre

C : Vainqueur de la Scottish Cup 2015

L : Vainqueur de la League Cup 2015

P : Promus de Championship

### Matchs

#### Journées 1 à 22
| Résultats (▼dom., ►ext.)                                   | ABE | CEL | DND | DUN | HAM | INV | KIL | MTH | PAR | ROS | STJ | SMI |
| Aberdeen                                                   |     | 1-2 | 3-3 | 0-3 | 3-0 | 3-2 | 1-0 | 1-0 | 2-0 | 3-0 | 2-0 | 2-2 |
| Celtic                                                     | 2-1 |     | 2-1 | 6-1 | 0-1 | 1-0 | 2-0 | 1-1 | 1-0 | 0-0 | 0-1 | 4-1 |
| Dundee                                                     | 2-3 | 1-1 |     | 1-4 | 2-0 | 1-2 | 1-1 | 4-1 | 1-1 | 1-1 | 1-1 | 1-3 |
| Dundee United                                              | 0-2 | 2-1 | 6-2 |     | 2-2 | 1-1 | 3-1 | 1-0 | 1-0 | 2-1 | 2-0 | 3-0 |
| Hamilton Academical                                        | 3-0 | 0-2 | 2-1 | 2-3 |     | 0-2 | 0-0 | 5-0 | 3-3 | 4-0 | 1-0 | 3-0 |
| Inverness CT                                               | 0-1 | 1-0 | 0-0 | 1-0 | 4-2 |     | 2-0 | 3-1 | 0-4 | 1-1 | 2-1 | 1-0 |
| Kilmarnock                                                 | 0-2 | 0-2 | 1-3 | 2-0 | 1-0 | 1-2 |     | 2-0 | 3-0 | 0-3 | 0-1 | 2-1 |
| Motherwell                                                 | 0-2 | 0-1 | 1-3 | 1-0 | 0-4 | 0-2 | 1-1 |     | 1-0 | 2-2 | 0-1 | 1-0 |
| Partick Thistle                                            | 0-1 | 0-3 | 1-1 | 2-2 | 1-2 | 3-1 | 1-1 | 3-1 |     | 4-0 | 0-0 | 1-2 |
| Ross County                                                | 0-1 | 0-5 | 2-1 | 2-3 | 0-1 | 1-3 | 1-2 | 1-2 | 1-0 |     | 1-2 | 1-2 |
| St Johnstone                                               | 1-0 | 0-3 | 0-1 | 2-1 | 0-1 | 1-0 | 1-2 | 2-1 | 2-0 | 2-1 |     | 1-2 |
| Saint Mirren                                               | 0-2 | 1-2 | 0-1 | 0-3 | 0-2 | 0-1 | 1-2 | 0-1 | 0-1 | 2-2 | 0-1 |     |
| - Victoire à domicile - Match nul - Victoire à l'extérieur |     |     |     |     |     |     |     |     |     |     |     |     |

#### Journées 23 à 33
| Résultats (▼dom., ►ext.)                                   | ABE | CEL | DND | DUN | HAM | INV | KIL | MTH | PAR | ROS | STJ | SMI |
| Aberdeen                                                   |     |     |     | 1-0 |     | 1-0 |     | 2-1 | 0-0 | 4-0 |     | 3-0 |
| Celtic                                                     | 4-0 |     |     | 3-0 | 4-0 |     | 4-1 | 4-0 | 2-0 |     |     |     |
| Dundee                                                     | 1-1 | 1-2 |     | 3-1 | 1-1 |     | 1-0 |     | 1-0 |     |     |     |
| Dundee United                                              |     |     |     |     | 1-0 |     |     | 3-1 | 0-2 | 1-2 | 0-2 |     |
| Hamilton Academical                                        | 0-3 |     |     |     |     | 0-2 | 0-0 |     |     | 2-2 | 1-1 |     |
| Inverness CT                                               |     | 1-1 | 1-1 | 2-1 |     |     | 3-3 |     |     | 1-1 | 2-0 |     |
| Kilmarnock                                                 | 1-2 |     |     | 3-2 |     |     |     | 1-2 | 2-2 |     |     | 1-0 |
| Motherwell                                                 |     |     | 0-1 |     | 4-0 | 2-1 |     |     |     |     | 1-1 | 5-0 |
| Partick Thistle                                            |     |     |     |     | 5-0 | 1-0 |     | 2-0 |     | 1-3 | 3-0 | 0-1 |
| Ross County                                                |     | 0-1 | 1-0 |     |     |     | 2-1 | 3-2 |     |     | 1-0 |     |
| St Johnstone                                               | 1-1 | 1-2 | 1-0 |     |     |     | 0-0 |     |     |     |     | 2-0 |
| Saint Mirren                                               |     | 0-2 | 1-2 | 1-1 | 1-0 | 1-2 |     |     |     | 0-3 |     |     |
| - Victoire à domicile - Match nul - Victoire à l'extérieur |     |     |     |     |     |     |     |     |     |     |     |     |

#### Journées 34 à 38
À l'issue des 33 premières journées, deux poules sont constituées selon le classement du moment : les six premières équipes s'affrontent entre elles une seule fois (à domicile ou à l'extérieur) ; il en est de même pour les six dernières.
| Résultats (▼dom., ►ext.)                                   | ABE | CEL | DND | DUN | INV | STJ |
| Aberdeen FC                                                |     | 0-1 |     |     |     | 0-1 |
| Celtic FC                                                  |     |     | 5-0 |     | 5-0 |     |
| Dundee FC                                                  | 1-1 |     |     |     | 0-1 | 0-2 |
| Dundee United                                              | 1-0 | 0-3 | 3-0 |     |     |     |
| Inverness CT                                               | 1-2 |     |     | 3-0 |     |     |
| St Johnstone                                               |     | 0-0 |     | 1-1 | 1-1 |     |
| - Victoire à domicile - Match nul - Victoire à l'extérieur |     |     |     |     |     |     |

| Résultats (▼dom., ►ext.)                                   | HAM | KIL | MOT | PAR | ROS | STM |
| Hamilton Academical                                        |     |     | 2-0 | 1-1 |     | 1-0 |
| Kilmarnock                                                 | 2-3 |     |     |     | 1-2 |     |
| Motherwell FC                                              |     | 3-1 |     | 0-0 | 1-1 |     |
| Partick Thistle                                            |     | 1-4 |     |     |     | 3-0 |
| Ross County FC                                             | 2-1 |     |     | 1-2 |     | 1-2 |
| St Mirren FC                                               |     | 4-1 | 2-1 |     |     |     |
| - Victoire à domicile - Match nul - Victoire à l'extérieur |     |     |     |     |     |     |

### Barrages de promotion/relégation
| 28 mai 2015 | Rangers FC   | 1–3   | Motherwell FC                           | Ibrox Stadium, Glasgow                        |                                               |
| 19h45       | McGregor 82e | (0–2) | Erwin 27e · McManus 40e · Ainsworth 47e | Spectateurs : 49 200 Arbitrage : Bobby Madden | Spectateurs : 49 200 Arbitrage : Bobby Madden |

| 31 mai 2015 | Motherwell FC                                     | 3–0   | Rangers FC | Fir Park Stadium, Motherwell                  |                                               |
| 15h00       | Johnson 52e · Ainsworth 70e · Sutton 90+3e (pen.) | (0–0) |            | Spectateurs : 9 220 Arbitrage : Craig Thomson | Spectateurs : 9 220 Arbitrage : Craig Thomson |

Motherwell conserve sa place en Scottish Premiership.

## Statistiques

### Meilleurs buteurs
| Rang | Joueur          | Club                | Buts |
| ---- | --------------- | ------------------- | ---- |
| 1    | Adam Rooney     | Aberdeen            | 18   |
| 2    | Leigh Griffiths | Celtic FC           | 14   |
| 2    | Nadir Çiftçi    | Dundee United       | 14   |
| 4    | Greg Stewart    | Dundee              | 13   |
| 5    | Tony Andreu     | Hamilton Academical | 12   |
| 5    | John Sutton     | Motherwell FC       | 12   |
| 7    | Ali Crawford    | Hamilton Academical | 11   |
| 8    | Billy McKay     | Inverness CT        | 10   |
| 8    | Liam Boyce      | Ross County         | 10   |
| 8    | Kris Commons    | Celtic FC           | 10   |

## Bilan de la saison
| Championnat d'Écosse de football 2014-2015                        |                                   |
| Champion                                                          | Celtic Football Club (46e titre)  |
| Coupes et trophées                                                |                                   |
| Vainqueur de la Coupe d'Écosse 2014-2015                          | Inverness CT                      |
| Vainqueur de la Coupe de la Ligue écossaise de football 2014-2015 | Celtic Football Club              |
| Qualifications continentales                                      |                                   |
| Ligue des champions de l'UEFA 2015-2016                           | Celtic Football Club              |
| Ligue Europa 2015-2016                                            | Inverness CT                      |
| Ligue Europa 2015-2016                                            | Aberdeen Football Club            |
| Ligue Europa 2015-2016                                            | St Johnstone FC                   |
| Promotions et relégations                                         |                                   |
| Promus en Scottish Premier League                                 | Heart of Midlothian Football Club |
| Relégués en Scottish First Division                               | St Mirren Football Club           |